# Zygmunt Berling
Zygmunt Henryk Berling (Limanowa, 27 aprile 1896 – Konstancin-Jeziorna, 11 luglio 1980) è stato un generale e politico polacco.

## Biografia
Già inquadrato nelle forze armate austro-ungariche e nella Legione polacca di Józef Piłsudski, alla fine della prima guerra mondiale si unì al neonato esercito polacco. Combatté con valore nella guerra sovietico-polacca, distinguendosi nella difesa della città di Leopoli.
Continuò la sua carriera nell'esercito fino al 1939, quando fu allontanato dal servizio, e non prese parte alla difesa polacca dall'invasione tedesca e sovietica. Con l'occupazione sovietica della sua città, Vilnius, fu tratto in arresto dall'Nkvd. Detenuto prima a Starobielsk e poi a Mosca, finì con l'accettare di collaborare coi sovietici, scampando così alla triste sorte che sarebbe toccata a tanti altri ufficiali polacchi (Massacro di Katyn').
Con l'accordo fra il Governo in esilio della Polonia, guidato da Władysław Sikorski, e i sovietici (rappresentati per l'occasione dall'ambasciatore russo a Londra Ivan Maysky) il 17 agosto 1941, fu liberato e iniziò a occuparsi della riorganizzazione, sul fronte orientale, dell'esercito polacco a fianco degli Alleati.
La crescente tensione fra il governo polacco in esilio e il governo sovietico, rinfocolato dal massacro di Katyn' e dalla malcelata intenzione di Stalin di avere una Polonia allineata e sottomessa, portarono allo spostamento in Medio Oriente di numerosi soldati polacchi, guidati da Władysław Anders. I sovietici smisero di riconoscere il governo polacco di Londra e diedero vita ad un "governo-fantoccio", guidato da Wanda Wasilewska.
Berling fu allora chiamato a guidare le Forze armate polacche nell'est, sotto comando sovietico. Queste formazioni, variamente denominate e organizzare durante il conflitto (Gwardia Ludowa,Wojsko Ludowe,Ludowe Wojsko Polskie e, soprattutto, Armia Ludowa), riunirono al contempo formazioni partigiane e vere e proprie unità sotto comando sovietico. Non mancarono occasioni di scontro con l'assai più forte e popolare Armia Krajowa (legata al Governo polacco in esilio).
Nell'agosto del 1944, con lo scoppio dell'Insurrezione di Varsavia, finì col disattendere gli ordini dei sovietici, cercando di svolgere qualche operazione a sostegno dei patrioti della capitale. Fu immediatamente rimosso dall'incarico e confinato all'Accademia militare moscovita, dove rimase fino al 1947, anno del suo ritorno in Polonia.
Lasciò il servizio attivo nel 1953, divenendo poi Sottosegretario all'Agricoltura (1953-1957) e poi Ispettore capo delle Foreste (1957-1970). Nonostante abbia, nel 1963, aderito al Partito Comunista (PZPR), non ebbe incarichi di particolare rilievo.
La sua figura è di recente stata rivalutata anche da una parte degli ambienti conservatori polacchi per i contrasti che ha avuto coi sovietici.